# Красный-жёлтый-голубой (Кандинский)
«Красный-жёлтый-голубой» (нем. Gelb-Rot-Blau, фр. Jaune-rouge-bleu) — абстрактная картина русского художника Василия Кандинского, написанная в 1925 году и хранящаяся в Национальном центре искусства и культуры Жоржа Помпиду Государственного музея современного искусства в Париже, Франция.

## Описание
Картина пытается посредством цвета отразить двойственность между внешним миром и миром внутренним. Кандинский утверждал, что искусство должно передавать чувства, скрытые внутри людей. Поэтому его искусство характеризуется стремлением положить конец всем формам и представлениям внешнего мира, поскольку он считает, что они не нужны. Абстрактная форма помогает сосредоточиться на чувствах и эмоциях, которые она вызывает, а не только на представленном изображении как таковом. Более того, автор был твёрдо убежден в том, что цвета воспринимаются пятью органами чувств.
Большое полотно представляет собой прямоугольник идеальных размеров, соответствующих золотому сечению, контрастирующие с меньшими форматами периода Баухауса. Картина могла бы показаться транспозицией теорий, которые художник только что изложил в своей работе «Точка и линия на плоскости», но сложность исключает её из простой и очевидной работы. В этот момент Кандинский хочет открыть нефигуративную живопись возможностям формальной системы, выходящей за пределы круга и квадрата, куда русские конструктивисты, начиная с Баухауса, хотели погрузить абстракцию. Основные цвета были смешаны с чёрно-белым контрастом, а чёрно-белое сочетание было эксклюзивным для Малевича или Мондриана.
Работа состоит из двух противоположных частей: геометрические линии слева, свободные формы справа. Основной акцент делается на три основных цвета, которые слева направо и по порядку: желтый, красный, синий, артикулируют композицию. В игру вступает оппозиция теплого желтого, связанного с движением, и холодного, устойчивого синего, связанного с формой круга. Желтая часть светящаяся, легкая, тонкая, прямая, её сопровождают чёрные линии. Он начертан на бледном фоне с пурпурно-синими краями, по которым нанесена краска для создания ощущения неба с его мимолетными облаками, которые кажутся простирающимися за пределы картины. Правая часть, напротив, темная, на светло-желтом фоне выделяется синий круг, перемежающийся черной змеевидной линией переменной толщины. Между двумя полярностями желтого и синего существует множество форм: красные прямоугольники, читающиеся за прозрачностью биоморфных форм, клетчатые цвета и чёрно-белые.